# ВЕС Старий Самбір-2
Старий Самбір-2 — вітроелектростанція біля міста Старий Самбір, Львівської області. Встановлена потужність електростанції — 20,7 МВт. ВЕС Старий Самбір-2 керується компанією «Карпатський вітер», яка входить до групи компаній «Еко-Оптіма». Запланована середньорічна генерація становить 56 млн кВт·год електроенергії.

## Історія
Будівництво ВЕС розпочалося у листопаді 2016 року, а вже у липні 2017-го було запущено 6 вітрогенераторних турбін загальною потужністю 20,7 МВт. 26 липня відбулося введення електростанції в експлуатацію; 8 серпня НКРЕКП схвалила «зелений тариф» для ВЕС Старий Самбір-2. Проєкт реалізований спільно з Європейським банком реконструкції та розвитку, фондом чистих технологій Світового Банку, Північною екологічною фінансовою корпорацією (NEFCO) та Інвестиційним фондом для країн, що розвиваються (IFU).

## Розташування
ВЕС знаходиться в низинах Прикарпаття біля верхів'я річки Дністер. В зоні Карпат достатньо сильні вітри, середньорічна швидкість вітру складає 6,5—7,5 м/сек. Такий потенціал вітру дає можливість будувати рентабельні потужні промислові вітроелектростанції. Бо вітряки вже можуть крутитися при силі вітру 3 м/сек.